# 地方行政
地方行政（ちほうぎょうせい）は、国家の地方行政機関（地方支分部局）によって行われる行政、自治体に委任された国家の行政、自治体が自己の責任と住民の負担において行う地方自治行政の3つを指す語である。
自治体では、国家の方針に従いつつ、各地方・地域に適用した政策や住民へのサービス、問題の解決や対応などを行政が主体的になって行われる。地域行政とも呼ばれている。
対義とする言葉としては、「中央行政」や「中央省庁」などがある。

## 概説
地方議会が決定した政策の実施、行政サービスを提供し、負担を徴収する過程または機能を「地方の行政」と呼んでいる。
自治体議会政策学会会長の竹下譲は、「地方自治」というからには自治体が独自に決めたものでなければならず、中央省庁が法令で決めた政策の執行を「地方行政」だと言っている。